# Secuencia introductoria
Una secuencia introductoria (también llamada teaser o cold open) es una técnica narrativa utilizada en televisión y cine. Es la práctica de saltar directamente a una historia al comienzo del programa antes de que se muestren la secuencia de apertura o créditos iniciales. En la televisión norteamericana, esto se hace a menudo basándose en la teoría de que involucrar a la audiencia en la trama lo antes posible reducirá la probabilidad de que cambien de programa durante el comercial de apertura. También se puede utilizar una apertura en frío para recapitular eventos de episodios anteriores o historias que se revisarán durante el episodio actual.
La técnica de apertura en frío se utiliza a veces en películas. Allí, "apertura en frío" todavía se refiere a los momentos o escenas iniciales, pero no necesariamente a la duración completa antes de los títulos, ya que la tarjeta de título puede aparecer mucho después del comienzo.

## Desarrollo
A principios de la década de 1960, pocas series estadounidenses utilizaban aperturas introductorias, y las comedias de situación de media hora casi nunca las utilizaban antes de 1965. Muchas series estadounidenses que se transmitieron desde principios de la década de 1960 hasta mediados de la década (incluso las comedias de situación) adoptaron aperturas frías en temporadas posteriores. Sin embargo, a partir de finales de los años 50, varias series dramáticas, en particular programas de Warner Bros. como 77 Sunset Strip, abrían en frío con una escena que llamaba la atención desde la mitad del episodio, que se repetía cuando la historia llegaba a ese punto. punto.
Las aperturas introductorias se generalizaron en la televisión estadounidense a mediados de la década de 1960. Su uso era una forma económica de establecer una trama sin tener que presentar los personajes habituales, o incluso la sinopsis de la serie, que normalmente se detallaría en la secuencia del título.
Los numerosos intentos del productor británico Lew Grade de irrumpir en el mercado estadounidense significaron que varios programas en los que participó incorporaron el abierto en frío. Posteriormente, muchas series británicas de acción y aventuras emplearon el formato, como The New Avengers (1976-1977) y The Professionals (1977-1981).
Durante las décadas de 1960 y 1970, las telenovelas diurnas se convirtieron en los principales usuarios de aperturas en frío, y la mayoría de las telenovelas estadounidenses empleaban este formato.
A finales de los 70 y principios de los 80, algunos programas comenzaban con lo más destacado del episodio anterior. También a lo largo de las décadas de 1970 y 1980, muchas comedias de situación multicámara tradicionales generalmente comenzaban directamente con el tema de apertura, aunque esto ha cambiado en el uso moderno. Hoy en día, entre las décadas de 2000 y 2010, la mayoría de las comedias de situación estadounidenses multicámara y monocámara suelen utilizar aperturas en frío para cada episodio, que duran al menos 1 a 2 minutos (y 3 a 4 minutos como máximo) antes de pasar a la secuencia de título o tema musical del programa.
Los documentales no utilizan aperturas frías con tanta frecuencia como los programas de ficción. The World at War (1973-1974) es una excepción famosa, en la que en unos pocos minutos se presenta un momento especialmente conmovedor. Después de la secuencia del título, los eventos que explican el episodio se describen con más detalle.

## Usos actuales en la televisión

### Noticias
La mayoría de los programas de noticias estadounidenses, incluidos los canales que brindan cobertura de noticias las 24 horas, utilizan aperturas en frío para presentar un resumen de las historias cubiertas en esa edición.

### Dramas
Las aperturas introductorias son comunes en los dramas de ciencia ficción y en los dramas criminales. En los EE. UU., los programas de televisión ocasionalmente renuncian a una apertura fría estándar en el punto medio de un episodio de dos partes o durante un episodio "especial". Vince Gilligan ha sido declarado como el "Maestro indiscutible del Cold Open" en múltiples reseñas, detallando particulares episodios de Better Call Saul y Breaking Bad. La serie australiana, McLeod's Daughters utilizó una apertura en frío al comienzo de los episodios durante la mayor parte de su emisión, antes de ser eliminada gradualmente para su octava y última temporada.

### Telenovelas
Si bien varias telenovelas experimentaron con estrenos regulares a principios de la década de 2000, todos los dramas diurnos de EE. UU. actualmente utilizan estrenos en frío. Por lo general, una telenovela abierta comienza donde terminó la última escena del episodio anterior, a veces repitiendo la última escena completa. Después de varias escenas (generalmente para establecer qué historias aparecerán en el episodio), se muestran los créditos iniciales. Por el contrario, la mayoría de las telenovelas británicas suelen comenzar con aperturas regulares. En Australia, la telenovela Home and Away utilizó esta técnica en varios episodios en 2006.

### Comedia
Saturday Night Live, uno de los usuarios más conocidos de la técnica, ha utilizado regularmente un sketch abierto en frío desde sus inicios en 1975; en los últimos años, la apertura se enfoca en temas políticos. Muchas comedias de situación estadounidenses modernas utilizan o utilizaron aperturas en frío, como The Office,  Home Improvement, The Big Bang Theory, Two and a Half Men y Parks and Recreation. Otro uso bien conocido de una apertura fría en la comedia es en el programa de la NBC Brooklyn Nine-Nine, protagonizado por el iniciado en SNL Andy Samberg. Muchos otros formatos de comedia también utilizan aperturas en frío, incluidos los programas de entrevistas nocturnos y los programas de "noticias" satíricos.

### Programación infantil
Varios programas infantiles estadounidenses utilizan aperturas en frío, como Animaniacs, The Upside Down Show, Pokémon y Wallykazam! por ejemplo, utiliza la técnica para plantear el conflicto principal o la trama del episodio.

### Deportes
La UFC realiza una apertura fría antes de una cartelera principal de PPV, para generar anticipación para las peleas que seguirán.

## En otros medios

### Película
En la producción cinematográfica, la sección de la película anterior a los créditos iniciales se denomina precréditos y, a veces, se elaboran como una apertura introductoria. Un ejemplo clásico es la serie de películas de James Bond, que tradicionalmente comienzan con una apertura que muestra un conflicto dramático o una escena de persecución después de la secuencia habitual del cañón del arma y antes de la secuencia del título. 
En algunas películas, los títulos no aparece hasta el final. En tales casos, no se puede hacer referencia a toda la película como "apertura", y el término "apertura en frío" en estos casos se refiere a los momentos o escenas iniciales.
Asimismo, en películas con secuencias previas a los créditos excesivamente largas, la "apertura en frío" no se refiere necesariamente a toda la secuencia previa a los créditos.

### Podcasts
Las aperturas en frío se utilizan ocasionalmente al inicio de los Podcast y el motivo de su uso puede cambiar dependiendo del género o temática de cada Podcast respectivo y su frecuencia puede variar. Algunos podcasts, como TrueAnon, utilizan una apertura en frío al comienzo de cada episodio, que puede incluir una parodia o una conversación fuera de tema entre sus dos presentadores principales y el productor antes de pasar a la introducción del podcast. Desde principios de 2022, el semanario Nobody Listens to Paula Poundstone emplea regularmente aperturas en frío, que a menudo incluyen al elenco discutiendo de manera autorreflexiva el uso y la efectividad de las aperturas en frío y los "capturadores".

### Radio
Las aperturas en frío también fueron un recurso ocasional en la radio. El programa semanal de Jack Benny normalmente comenzaba con Don Wilson leyendo una copia estándar que anunciaba el nombre del programa y presentaba a las estrellas. A veces, sin embargo, especialmente para un espectáculo al comienzo de una nueva temporada, los actores se lanzaban al material sin ningún anuncio y realizaban un sketch escrito para dar al público la impresión de que estaban escuchando a escondidas la vida de las estrellas fuera del micrófono. A esto le seguirían las presentaciones más estándar de Don Wilson y el espectáculo continuaría como de costumbre después de eso.

### Juegos de vídeo
Muchos videojuegos han incluido aperturas en frío. Estos comienzan con una larga secuencia de apertura o incluyen un nivel completo antes de los títulos. Es común en los juegos de rol japoneses, siendo el Final Fantasy original uno de los primeros ejemplos.

## Nomenclatura
Las aperturas en frío a veces emplean un segmento conocido como "avance" o "provocación". Gene Roddenberry escribió un memorando el 2 de mayo de 1966, como complemento de la Guía de información del escritor y director de la serie original de Star Trek, que describe el formato de un episodio típico. Esta cita se refiere a una apertura en frío, comúnmente conocida como teaser:

a. Avance, preferiblemente tres páginas o menos. La voz en off del Capitán Kirk abre el programa y explica brevemente dónde estamos y qué está pasando. Esto suele ir seguido de una breve escena de juego que termina con el "gancho" del Teaser.

El "gancho" del teaser era algún elemento inexplicable de la trama al que se aludía en el teaser, o apertura en frío, que tenía como objetivo mantener al público lo suficientemente interesado en el programa como para disuadirlos de cambiar de estación mientras se publicaban los títulos y el comercial de apertura.
En las series de televisión, a menudo se emplea una técnica similar llamada cliffhanger antes de las pausas comerciales, para evitar que la audiencia cambie de canal durante la pausa.
Una escena de cierre al final de un programa, después de los créditos finales, se conoce como "tag".